# Mankunda, Channapatna
Mankunda là một làng thuộc tehsil Channapatna, huyện Ramanagara, bang Karnataka, Ấn Độ.